# Bezirk Semil (Königreich Böhmen)
Der Bezirk Semil (tschechisch Okresní hejtmanství Semily) war ein Politischer Bezirk im Königreich Böhmen. Der Bezirk umfasste Gebiete in Nordböhmen im heutigen Liberecký kraj (Okres Jablonec nad Nisou bzw. Okres Semily). Sitz der Bezirkshauptmannschaft war die Stadt Semil (Semily). Das Gebiet gehörte seit 1918 zur neu gegründeten Tschechoslowakei und ist seit 1993 Teil Tschechiens.

## Geschichte
Die modernen, politischen Bezirke der Habsburgermonarchie wurden 1868 im Zuge der Trennung der politischen von der judikativen Verwaltung geschaffen.
Der Bezirk Semil wurde 1868 aus den Gerichtsbezirken Eisenbrod (tschechisch soudní okres Železný Brod), Lomnitz an der Popelka (Lomnice nad Popelkou) und Semil (Semily) gebildet.
Im Bezirk Semil lebten 1869 56.287 Personen, wobei der Bezirk ein Gebiet von 6,2 Quadratmeilen und 63 Gemeinden umfasste.
1900 beherbergte der Bezirk 58.021 Menschen, die auf einer Fläche von 313,61 km² bzw. in 60 Gemeinden lebten.
Der Bezirk Semil umfasste 1910 eine Fläche von 313,61 km² und beherbergte eine Bevölkerung von 63.046 Personen. Von den Einwohnern hatten 1910 63.046 Tschechisch und 677 Deutsch als Umgangssprache angegeben. Weiters lebten im Bezirk 110 Anderssprachige oder Staatsfremde. Zum Bezirk gehörten drei Gerichtsbezirke mit insgesamt 61 Gemeinden bzw. 65 Katastralgemeinden.